# Aizenay
Aizenay település Franciaországban, Vendée megyében. Lakosainak száma 10 218 fő (2022. január 1.). Aizenay La Chapelle-Palluau, Apremont, Beaulieu-sous-la-Roche, La Chapelle-Hermier, Coëx, La Génétouze, Maché, Martinet, Le Poiré-sur-Vie és Venansault községekkel határos.

## Népesség
A település népességének változása:
| Lakosok száma | 8741 | 9212 | 9477 | 9510 | 9694 | 9881 | 10 067 | 10 146 | 10 218 |
|               | 2013 | 2015 | 2016 | 2017 | 2018 | 2019 | 2020   | 2021   | 2022   |